# Weinhübel
Weinhübel – od 1949 część Görlitz (do 1936 Posottendorf-Leschwitz).
Weinhübel jest po raz pierwszy wzmiankowany w najstarszej księdze miejskiej Görlitz w 1305 i widnieje tam jako Leshewicz.
Pierwszy człon nazwy, Posotten - Posottendorf, ma swoje słowiańskie korzenie (zob. Bożęta). Drugi człon nazwy, Leschwitz, pochodził od szlachty von Les.  
Historia osady datowana jest obecnie na młodszą epokę kamienia łupanego. Fundacja z 1930 r. utrzymywała przekonanie o istnieniu osady w epoce brązu i na początku epoki  żelaza. 
W 1933 krótko istniał tutaj obóz koncentracyjny KZ Leschwitz, przez który przewinęło się ok. 1 300 więźniów. 
W 1936 w czasach III Rzeszy nazwa została zniemczona i zmieniona przez nacjonalistów niemieckich na Weinhübel.
Część miejscowości leżącą po wschodniej stronie Nysy Łużyckiej przyłączono do Polski w 1945, do wsi Koźlice (Köslitz) pod spolszczoną nazwą Lasowice (Leschwitz).
W 1949 r. część miejscowości leżącą po zachodniej stronie Nysy Łużyckiej przyłączono do Görlitz. Pierwotna nazwa już nie wróciła.

## Zabytki
- barokowy kościół z organami i dzwonem[3]